# Kirche Drewelow

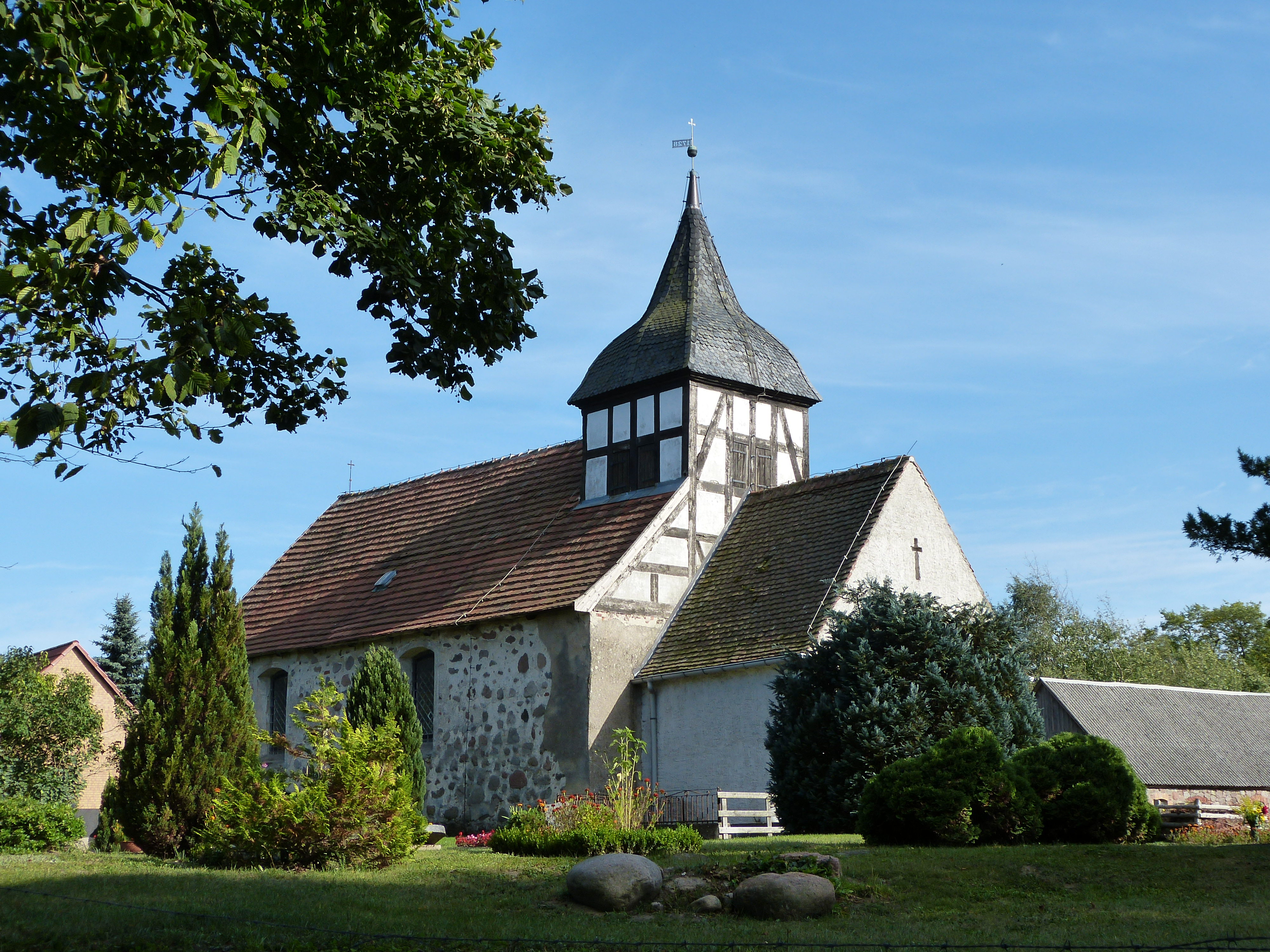
Kirche Drewelow

Die Kirche Drewelow ist ein aus dem 15. Jahrhundert stammendes Kirchengebäude im Ortsteil Drewelow der Gemeinde Spantekow in Vorpommern.
Der kleine, ziegelgedeckte Bau stammt aus dem Spätmittelalter und wurde im 15. Jahrhundert aus Findlingen errichtet. Der in Fachwerkbauweise gefertigte Westgiebel und der westliche Dachturm mit geschwungener Haube stammen wie der Putz des Gebäudes aus dem 18. Jahrhundert.
Zur Ausstattung gehört ein Kanzelaltar mit Rokokoornamenten und allegorischen Figuren aus der Mitte des 18. Jahrhunderts. Die Glocke wurde 1729 von Michael Begun in Friedland (Mecklenburg) gegossen.
Die evangelische Kirchgemeinde gehört seit 2012 zur Propstei Pasewalk im Pommerschen Evangelischen Kirchenkreis der Evangelisch-Lutherischen Kirche in Norddeutschland. Vorher gehörte sie zum Kirchenkreis Greifswald der Pommerschen Evangelischen Kirche.